# Campeonato Mundial de Atletismo de 2005 - Arremesso de peso masculino
O arremesso de peso  masculino no Campeonato Mundial de Atletismo de 2005 foi realizada no Estádio Olímpico, em Helsinque, na Finlândia, no dia 6 de agosto de 2005.

## Recordes
Antes desta competição, os recordes mundiais e do campeonato nesta prova eram os seguintes:
| Tipo                  | Atleta         | Distância | Local    | Data                 |
| --------------------- | -------------- | --------- | -------- | -------------------- |
|                       | Randy Barnes   | 23,12     | Westwood | 20 de maio de 1990   |
| Recorde do campeonato | Werner Günthör | 22,23     | Roma     | 29 de agosto de 1987 |

## Medalhistas
| Ouro              | Prata              | Bronze             |
| Adam Nelson (USA) | Rutger Smith (NED) | Ralf Bartels (GER) |

## Calendário
Todos os horários estão no horário local (UTC+2)
| Data        | Horário | Fase         |
| ----------- | ------- | ------------ |
| 6 de agosto | 10:00   | Qualificação |
| 6 de agosto | 21:00   | Final        |

## Resultados

### Qualificação
Qualificação: 20.25 m (Q) ou as 12 melhores performances (q).
Grupo A
| Pos. | Atleta              | Nacionalidade  | Tentativas | Tentativas | Tentativas | Marca | Notas |
| Pos. | Atleta              | Nacionalidade  | 1          | 2          | 3          | Marca | Notas |
| ---- | ------------------- | -------------- | ---------- | ---------- | ---------- | ----- | ----- |
| 1    | Christian Cantwell  | Estados Unidos | 21.11      | –          | –          | 21.11 | Q     |
| 2    | Joachim Olsen       | Dinamarca      | 20.16      | 19.82      | 20.85      | 20.85 | Q     |
| 3    | Adam Nelson         | Estados Unidos | x          | 20.35      | –          | 20.35 | Q     |
| 4    | Tepa Reinikainen    | Finlândia      | 19.87      | 20.19      | 20.06      | 20.19 | q     |
| 5    | Tomasz Majewski     | Polónia        | 20.04      | 20.12      | 20.09      | 20.12 | q     |
| 6    | Carl Myerscough     | Grã-Bretanha   | 19.88      | 20.07      | 19.68      | 20.07 | q     |
| 7    | Gheorghe Gușet      | Roménia        | 19.44      | 19.60      | 19.83      | 19.83 |       |
| 8    | Manuel Martínez     | Espanha        | 19.49      | 19.55      | 19.28      | 19.55 |       |
| 9    | Petr Stehlík        | Chéquia        | 18.98      | 19.48      | x          | 19.48 |       |
| 10   | Miroslav Vodovnik   | Eslovênia      | 18.60      | 18.58      | 19.28      | 19.28 |       |
| 11   | Ivan Yushkov        | Rússia         | 18.77      | 18.98      | x          | 18.98 |       |
| 12   | Marco Antonio Verni | Chile          | x          | x          | 18.60      | 18.60 |       |
| 13   | Dorian Scott        | Jamaica        | 18.10      | x          | 18.33      | 18.33 |       |
| —    | Andrey Mikhnevich   | Bielorrússia   |            |            |            | DSQ   | [ 3 ] |
| —    | Shaka Sola          | Samoa          |            |            |            | DNS   |       |

Grupo B
| Pos. | Atleta                   | Nacionalidade        | Tentativas | Tentativas | Tentativas | Marca | Notas |
| Pos. | Atleta                   | Nacionalidade        | 1          | 2          | 3          | Marca | Notas |
| ---- | ------------------------ | -------------------- | ---------- | ---------- | ---------- | ----- | ----- |
| 1    | Ralf Bartels             | Alemanha             | 20.56      | –          | –          | 20.56 | Q     |
| 2    | Mikuláš Konopka          | Eslováquia           | 19.73      | x          | 20.39      | 20.39 | Q     |
| 3    | Rutger Smith             | Países Baixos        | 20.26      | –          | –          | 20.26 | Q     |
| 4    | Ville Tiisanoja          | Finlândia            | 19.85      | 19.57      | 20.18      | 20.18 | q     |
| 5    | Khaled Habash Al-Suwaidi | Catar                | 19.72      | x          | 19.56      | 19.72 |       |
| 6    | Anton Lyuboslavskiy      | Rússia               | 18.81      | x          | 19.56      | 19.56 |       |
| 7    | John Godina              | Estados Unidos       | 19.22      | x          | 19.54      | 19.54 |       |
| 8    | Dragan Perić             | Sérvia e Montenegro  | 19.12      | 19.27      | 19.46      | 19.46 |       |
| 9    | Taavi Peetre             | Estónia              | x          | 19.20      | 19.08      | 19.20 |       |
| 10   | Yuriy Belov              | Bielorrússia         | 18.50      | x          | 19.16      | 19.16 |       |
| 11   | Hamza Alić               | Bósnia e Herzegovina | 18.29      | 18.77      | 18.65      | 18.77 |       |
| 12   | Edis Elkasević           | Croácia              | 18.47      | 18.59      | x          | 18.59 |       |
| —    | Pavel Lyzhyn             | Bielorrússia         | x          | x          | x          | NM    |       |
| —    | Janus Robberts           | África do Sul        | x          | x          | x          | NM    |       |
| —    | Jurij Bilonoh            | Ucrânia              |            |            |            | DSQ   | [ 3 ] |

### Final
A final ocorreu dia 6 de agosto às 21:00.
| Pos.              | Atleta             | Nacionalidade  | Tentativas | Tentativas | Tentativas | Tentativas | Tentativas | Tentativas | Marca | Notas                |
| Pos.              | Atleta             | Nacionalidade  | 1          | 2          | 3          | 4          | 5          | 6          | Marca | Notas                |
| ----------------- | ------------------ | -------------- | ---------- | ---------- | ---------- | ---------- | ---------- | ---------- | ----- | -------------------- |
| Medalha de ouro   | Adam Nelson        | Estados Unidos | 21.73      | 21.28      | 21.68      | x          | 21.04      | x          | 21.73 | Recorde da temporada |
| Medalha de prata  | Rutger Smith       | Países Baixos  | 21.29      | 21.04      | 21.23      | 20.87      | x          | 20.66      | 21.29 |                      |
| Medalha de bronze | Ralf Bartels       | Alemanha       | 20.30      | x          | 20.61      | 20.77      | 20.53      | 20.99      | 20.99 |                      |
| 4                 | Christian Cantwell | Estados Unidos | 20.87      | x          | x          | x          | 20.57      | x          | 20.87 |                      |
| 5                 | Joachim Olsen      | Dinamarca      | 20.13      | 20.73      | x          | 20.49      | 19.68      | x          | 20.73 |                      |
| 6                 | Ville Tiisanoja    | Finlândia      | 18.29      | 19.95      | 20.57      | 20.04      | 20.15      | x          | 20.57 |                      |
|                   |                    |                |            |            |            |            |            |            |       |                      |
| 7                 | Tomasz Majewski    | Polónia        | 20.08      | x          | 20.23      |            |            |            | 20.23 |                      |
| 8                 | Tepa Reinikainen   | Finlândia      | 19.69      | 19.31      | 20.09      |            |            |            | 20.09 |                      |
| 9                 | Mikuláš Konopka    | Eslováquia     | 19.33      | 19.67      | 19.72      |            |            |            | 19.72 |                      |
| 10                | Carl Myerscough    | Grã-Bretanha   | 19.15      | 19.67      | x          |            |            |            | 19.67 |                      |
| —                 | Yuriy Bilonoh      | Ucrânia        |            |            |            |            |            |            | DSQ   | [ 3 ]                |
| —                 | Andrey Mikhnevich  | Bielorrússia   |            |            |            |            |            |            | DSQ   | [ 3 ]                |

Legenda
| Recorde mundial       | Recorde mundial (World record)               |                       | Recorde africano                      | Recorde africano (African) |                                           | Q | Classificado por posição (Qualified) |
| Recorde do campeonato | Recorde do campeonato (Championship record)  | Recorde da América    | Recorde da América (Americas)         | q                          | Classificado por melhor tempo (Qualified) |   |                                      |
| Melhor marca do ano   | Melhor marca do ano (World leading)          | Recorde asiático      | Recorde asiático (Asian)              | DNS                        | Não largou (Did not start)                |   |                                      |
| Recorde nacional      | Recorde nacional (National record)           | Recorde europeu       | Recorde europeu (European)            | DNF                        | Não terminou (Did not finish)             |   |                                      |
| Recorde pessoal       | Recorde pessoal do atleta (Personal best)    | Recorde da Oceania    | Recorde da Oceania (Oceania)          | DSQ / DQ                   | Desclassificado (Disqualified)            |   |                                      |
| Recorde da temporada  | Recorde da temporada do atleta (Season best) | Recorde sul-americano | Recorde sul-americano (South America) | NM                         | Sem marca (No mark)                       |   |                                      |